# グレート・リセッション

世界地図は2009年の国別の実質GDP成長率を表す（茶色の国々が不況であった）。

グレート・リセッション（英: Great Recession）は、2000年代後半から2010年代初頭までの間に世界市場で観察された大規模な経済的衰退の時期を指す。景気後退の規模や時期は国ごとに異なる。全世界への影響という点から、国際通貨基金は、第二次世界大戦以来最悪の大規模景気後退局面であると結論付けた。全米経済研究所によると、アメリカの景気後退は、2007年12月に始まって19ヵ月間つづき、2009年6月に脱却したと判断されている。グレート・リセッションは2007-2008年の金融危機と2007-2009年のアメリカのサブプライム住宅ローン危機と関連している。グレート・リセッションは市場経済で貴重な資産の不足をもたらし、世界経済での金融セクターの崩壊という結果を残した。